# Agrenocythere tuberculata
Agrenocythere tuberculata is een mosselkreeftjessoort uit de familie van de Trachyleberididae. De wetenschappelijke naam van de soort is voor het eerst geldig gepubliceerd in 1960 door Puri.